# Lubolz

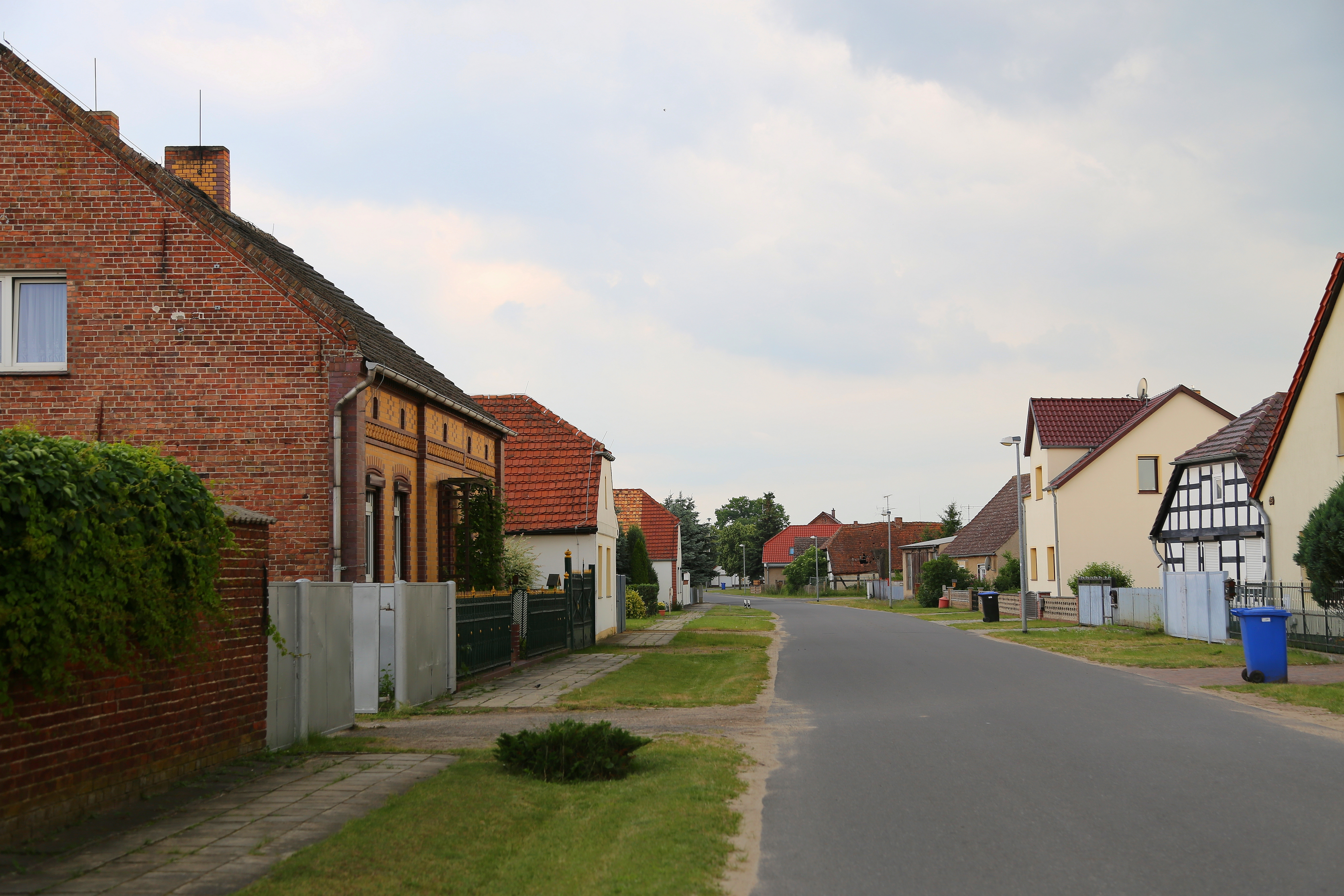
Lubolzer Dorfstraße in Groß Lubolz

Lubolz, niedersorbisch Lubolce, ist ein Ortsteil der Stadt Lübben (Spreewald) im brandenburgischen Landkreis Dahme-Spreewald. Der Ort entstand am 1. Januar 1974 aus der Zusammenlegung der bis dahin eigenständigen Gemeinden Groß Lubolz (Wjelike Lubolce) und Klein Lubolz (Małe Lubolce).

## Lage
Lubolz liegt in der Niederlausitz an der Grenze zum Spreewald. Nachbarorte sind Hartmannsdorf im Osten, die Stadt Lübben (Spreewald) im Südosten, Treppendorf im Süden, Rickshausen (zu Bersteland) im Südwesten, Freiwalde (zu Bersteland) und Schönwald im Westen sowie, etwas weiter entfernt, Krausnick (zu Krausnick-Groß Wasserburg) im Norden. Von Lubolz aus führen zwei Gemeindestraße zur Bundesstraße 115, die etwa zwei Kilometer entfernt verläuft.

## Geschichte

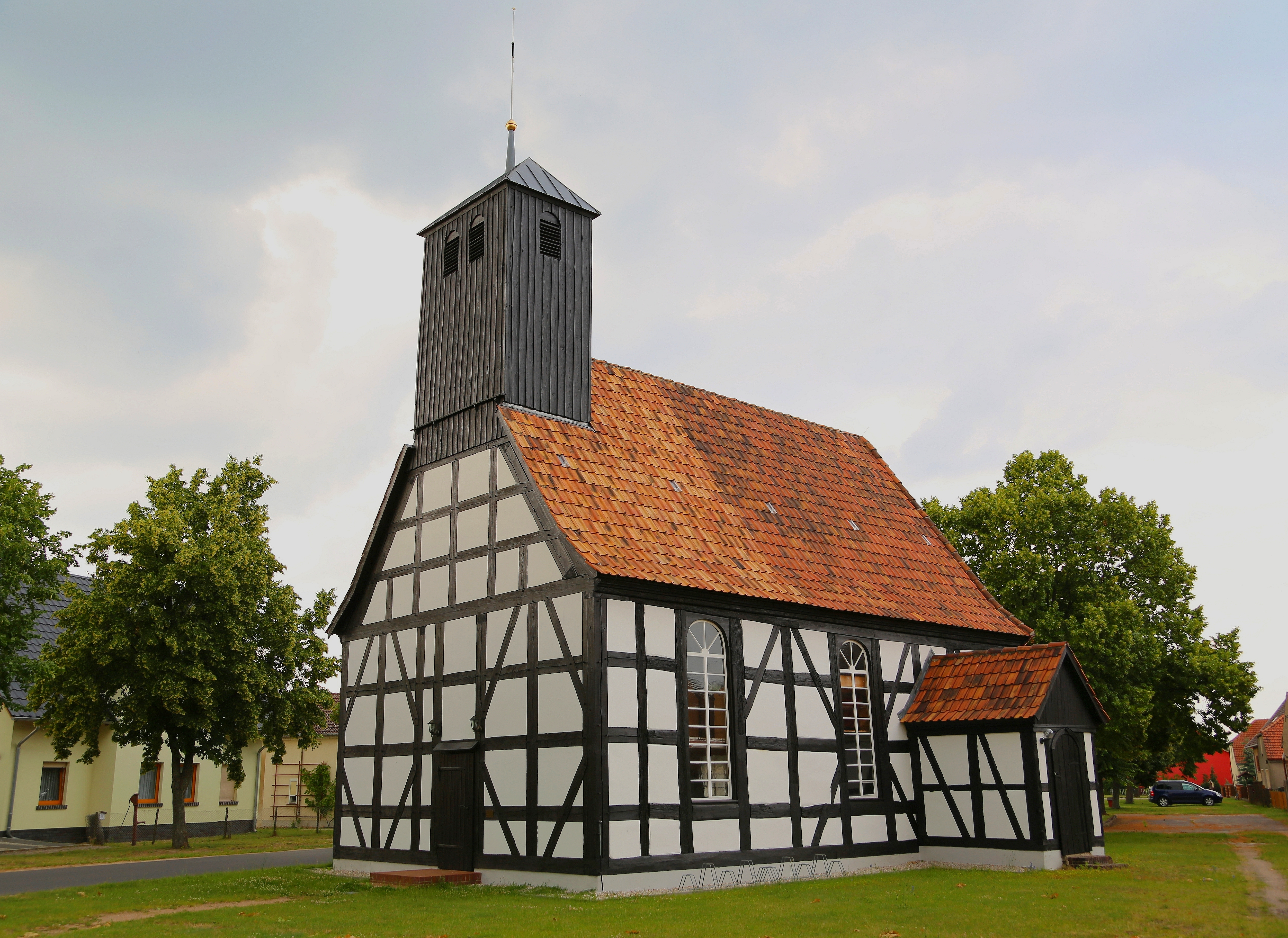
Dorfkirche in Groß Lubolz

Groß Lubolz wurde erstmals am 20. Februar 1345 in der Luckauer Urkunde Nr. 9 erwähnt. Im Jahr 1421 kam der Namenszusatz Groß hinzu.
Klein Lubolz wurde erstmals im Jahr 1400 urkundlich erwähnt. Der Namenszusatz Klein kam im Jahr 1427 hinzu.
Im Zeitraum von 1692 bis 1694 wurde die Lubolzer Dorfkirche im Gemeindeteil Groß Lubolz als Fachwerkbau errichtet und in den Jahren 1996 und 1997 saniert.
Nach dem Wiener Kongress kam Klein Lubolz an das Königreich Preußen, Groß Lubolz allerdings an das Königreich Sachsen. Die Grenze lief entlang des Kabelgrabens. Bis zum 31. Dezember 1973 gehörte Klein Lubolz zum Kreis Lübben und Groß  Lubolz zum Kreis Luckau. Am 1. Januar 1974 wurden beide Orte zur Gemeinde Lubolz zusammengelegt, die im Kreis Lübben lag und am 6. Dezember 1993 nach Lübben (Spreewald) im neu gebildeten Landkreis Dahme-Spreewald eingemeindet wurde.

## Bevölkerungsentwicklung

### Groß Lubolz
| 1875 | 696 | 1939 | 600 |
| 1890 | 732 | 1946 | 868 |
| 1910 | 765 | 1950 | 798 |
| 1925 | 697 | 1964 | 585 |
| 1933 | 623 | 1971 | 485 |

### Klein Lubolz
| 1875 | 368 | 1939 | 320 |
| 1890 | 383 | 1946 | 505 |
| 1910 | 342 | 1950 | 478 |
| 1925 | 348 | 1964 | 330 |
| 1933 | 334 | 1971 | 314 |

### Lubolz
| 1981 | 683 | 1989 | 653 |
| 1985 | 645 | 1992 | 625 |

## Sport
Der Fußballverein des Ortes heißt SV Blau-Weiß Lubolz.

## Verkehr
Der Haltepunkt Lubolz liegt an der Bahnstrecke Berlin–Görlitz und wird durch die Linie RE 7 bedient.

## Nachweise
1. ↑  Müllers Großes Deutsches Ortsbuch 2012: Vollständiges Ortslexikon. 33. überarb. und erw. Ausg., Walter de Gruyter, Berlin und Boston 2012, ISBN 978-3-11-027420-2, Online bei Google Books, S. 848
2. 1 2 3  Lubolz. Stadt Lübben (Spreewald), archiviert vom Original am 23. Juli 2016; abgerufen am 21. März 2022.
3. ↑  Lubolz in der Datenbank des Vereins für Computergenealogy, abgerufen am 8. März 2017
4. 1 2 3  Historisches Gemeindeverzeichnis des Landes Brandenburg 1875 bis 2005. (PDF; 331 kB) Landkreis Dahme-Spreewald. Landesbetrieb für Datenverarbeitung und Statistik Land Brandenburg, Dezember 2006, abgerufen am 8. März 2017.